# Jade Simons
Pour les articles homonymes, voir Simons.
Jade Simons, née en 2001, est une nageuse sud-africaine.

## Carrière
Jade Simons est médaillée d'e bronze du 50 mètres brasse ainsi que du 100 mètres brasse aux Championnats d'Afrique de natation 2018 à Alger.